# Campbelltown (Nouvelle-Galles du Sud)
Pour les articles homonymes, voir Campbelltown.
Ne pas confondre avec Campbell Town, ville australienne en Tasmanie
Campbelltown est une ville-banlieue australienne, siège de la zone d'administration locale de Campbelltown, située dans l'agglomération de Sydney en Nouvelle-Galles du Sud. Elle comptait 12 566 habitants en 2016.

## Géographie
Campbelltown est situé à 42 km au sud-ouest du centre d'affaires de Sydney. Son centre ancien qui se développe autour de Queen Street et du Campbelltown Mall abrite une importante zone commercial et d'affaires. Le principal quartier résidentiel se situe au sud et à l'est du centre-ville. Au nord-ouest de la ligne de chemin de fer se trouve une zone industrielle.

## Histoire
La zone occupée aujourd'hui par Campbelltown était habitée à l'origine par le peuple aborigène des Tharawal.
La localité de Campbelltown, fondée le 1er décembre 1820, doit son nom à Elizabeth Campbell, épouse du gouverneur Lachlan Macquarie. Elle fait partie d'une série de colonies de peuplement établies dans le sud-ouest par Macquarie comme Ingleburn et Liverpool.
Elle est le siège de la ville de Campbelltown fondée le 21 janvier 1882.

## Transports
La Hume Highway est la principale voie de circulation qui relie Campbelltown au centre de Sydney, à l'aéroport, ainsi qu'à Goulburn et Canberra au sud.
La localité possède les gares de Campbelltown et Macarthur desservies par les rames la ligne 8 des trains de banlieue de Sydney et par des trains interurbains. Elle est également bien desservie par un réseau d'autobus qui la relie aux banlieues voisines.

## Personnalité
- Yvonne Strahovski, née le 30 juillet 1982 dans la ville, est une actrice.
- Jai Waetford, né le 25 janvier 1999, est un chanteur australien.